# Tomatille
Physalis philadelphica
Espèce
Classification APG III (2009)
La tomatille (Physalis philadelphica) est une plante de la famille des Solanacées. Son fruit ressemble à une petite tomate verte parfois purpurescente recouverte par un voile qui se déchire lorsque le fruit est mûr.

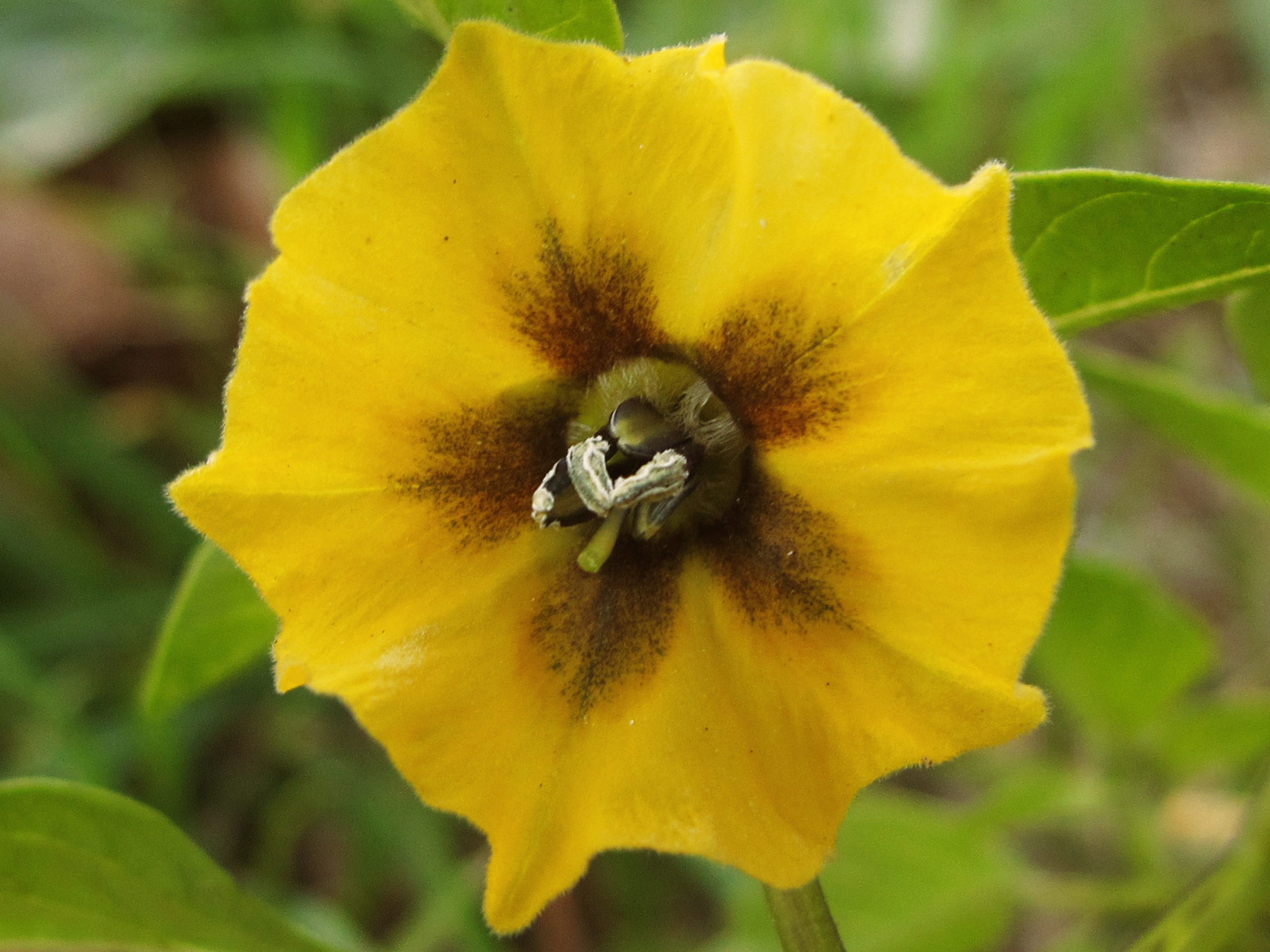
Fleur de tomatille.

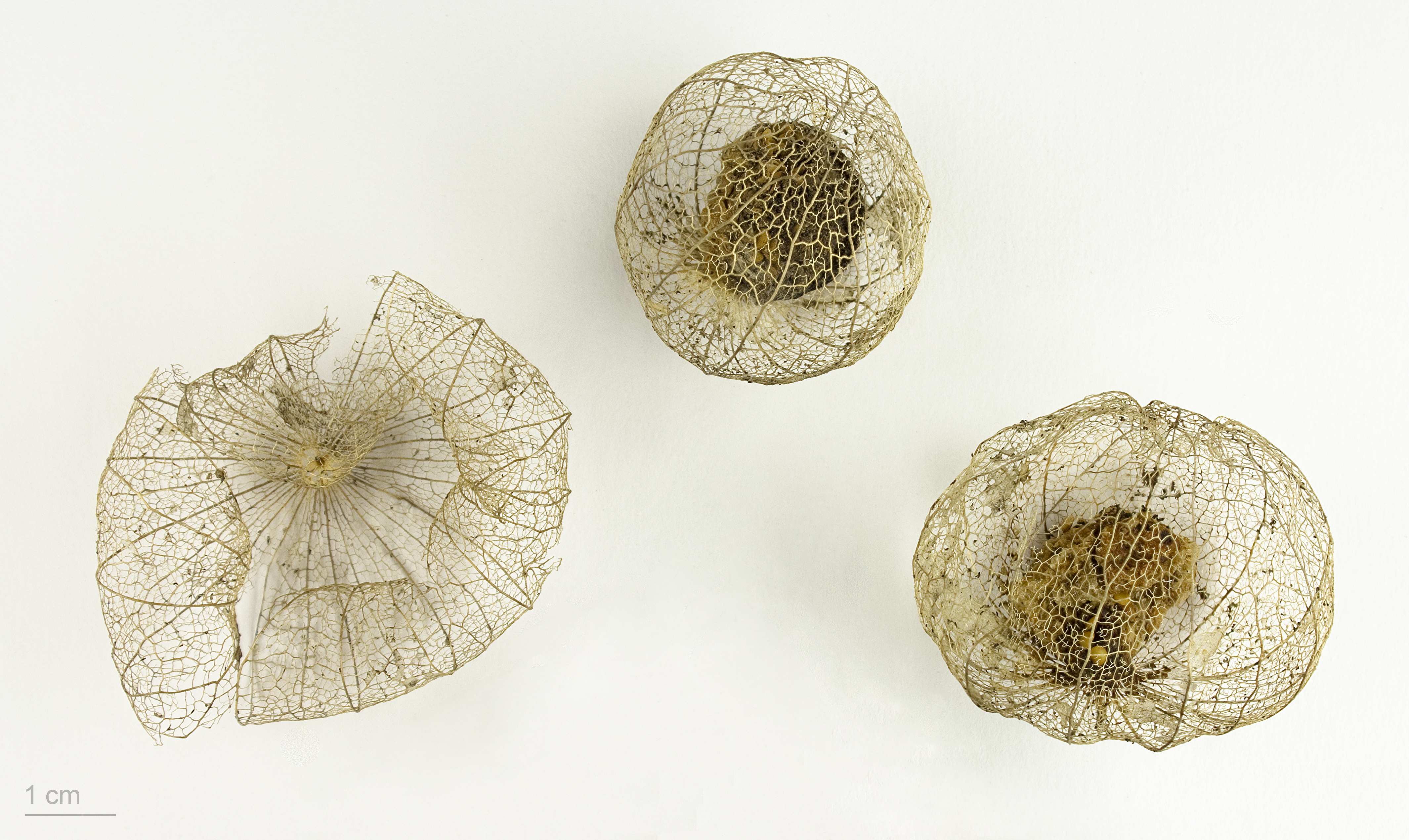
Physalis ixocarpa - Muséum de Toulouse

Synonymes : la tomatille est aussi appelée tomatillo du Mexique, tomatillo (petite tomate) ou Physalis ixocarpa auct., Physalis aequata J. Jacq. Ex Nees

## Description
Les tomatillos sont des plantes herbacées annuelles, mesurant de 1,50 à 2 mètres de haut. La tige est creuse, légèrement anguleuse et ramifiée. Contrairement à d'autres types de physalis, la tomatille est très peu pubescente.
Les feuilles sont de forme ovale allongée et ont une odeur rappelant celle du poivron[réf. nécessaire]. Les jeunes feuilles sont à bords légèrement crénelés.
Le fruit du tomatillo est entouré par une enveloppe verte ressemblant à du papier formé à partir du calice. Quand le fruit mûrit, il remplit l'enveloppe qui vire au violet puis au brun et peut l'ouvrir au moment de la récolte.
Les fruits peuvent être de couleur jaune, rouge, verte mais ils sont le plus souvent violets.
Le diamètre des fruits peut aller jusqu'à 10 cm. Les fruits sont mûrs environ deux mois après la pollinisation.
L'odeur du fruit est assez caractéristique de la variété car elle rappelle un peu "le fromage bien fait". A maturité, le fruit colle aux doigts car il est recouvert d'une fine pellicule visqueuse translucide qui a valu son ancien nom "ixocarpa" ("fruit visqueux" en grec) à l'espèce.

## Utilisation
Les tomatillos sont les principaux ingrédients de la salsa verde mexicaine.
On peut les faire cuire en ratatouille, ce qui donnera à ce plat un léger goût acidulé et piquant.
Les autres parties de la plante ainsi que les fruits non mûrs contiennent un alcaloïde toxique, la solanine, mais les tomatillos sont cependant majoritairement consommés verts, donc non mûrs, par les Mexicains eux-mêmes qui les cuisinent cuits ou crus.

## Culture
Si la plante n'est pas suffisamment tuteurée, elle s'affaisse et se développe en rampant sur le sol.
Les tomatilles sont autostériles (deux plantes ou plus sont nécessaires pour une bonne pollinisation, donc les plantes isolées donnent rarement des fruits).

### Variétés
La culture de la variété 'Rendidora' représente environ 35 % des Tomatillos cultivés au Mexique. Elle se caractérise par un grand fruit (5 à 7 cm), un temps de maturation plus rapide (jusqu'à 15 jours de moins que les autres variétés) et un rendement élevé (autour de 25 tonnes par hectare).
'Tomate Verde' est une variété précoce qui donne de gros fruits verts aplatis.
Plusieurs variétés à petits fruits sont regroupées sous le nom de 'Criolla'. Leur rendement ne dépasse pas 15 tonnes par hectare.